# Viabilitat econòmica
La viabilitat econòmica és la condició que avalua la conveniència d'un sistema, projecte o idea al que qualifica, atenent a la relació que existeix entre els recursos emprats per a obtenir-lo i aquells dels quals es disposa. En moltes ocasions, els recursos dels quals es disposa per a avaluar la viabilitat econòmica venen determinats pels que produeix el mateix sistema, projecte o idea que s'està avaluant, pel que en realitat es porta a terme una anàlisi de rendiment o rendibilitat interna. Per a això s'enfronta el que es produeix amb el que es gasta, en termes econòmics.